# Emyr Humphreys
Emyr Humphreys (15. dubna 1919 – 30. září 2020) byl velšský romanopisec a básník.

## Život
Narodil se v severovelšském Prestatynu a po dokončení střední školy v Rhylu odešel studovat na Aberystwythskou univerzitu. Po druhé světové válce pracoval jako učitel, později působil v BBC a přednášel na Bangorské univerzitě. V roce 1953 získal za svou knihu Hear and Forgive literární cenu Somerset Maugham Award. Je dvojnásobným držitelem Velšské knihy roku. Je autorem více než dvaceti románů a to jak v angličtině, tak i ve velštině. Zemřel v Llanfairpwllgwyngyllgogerychwyrndrobwllllantysiliogogogoch ve věku 101 let.